# Blue Mountains, Australien

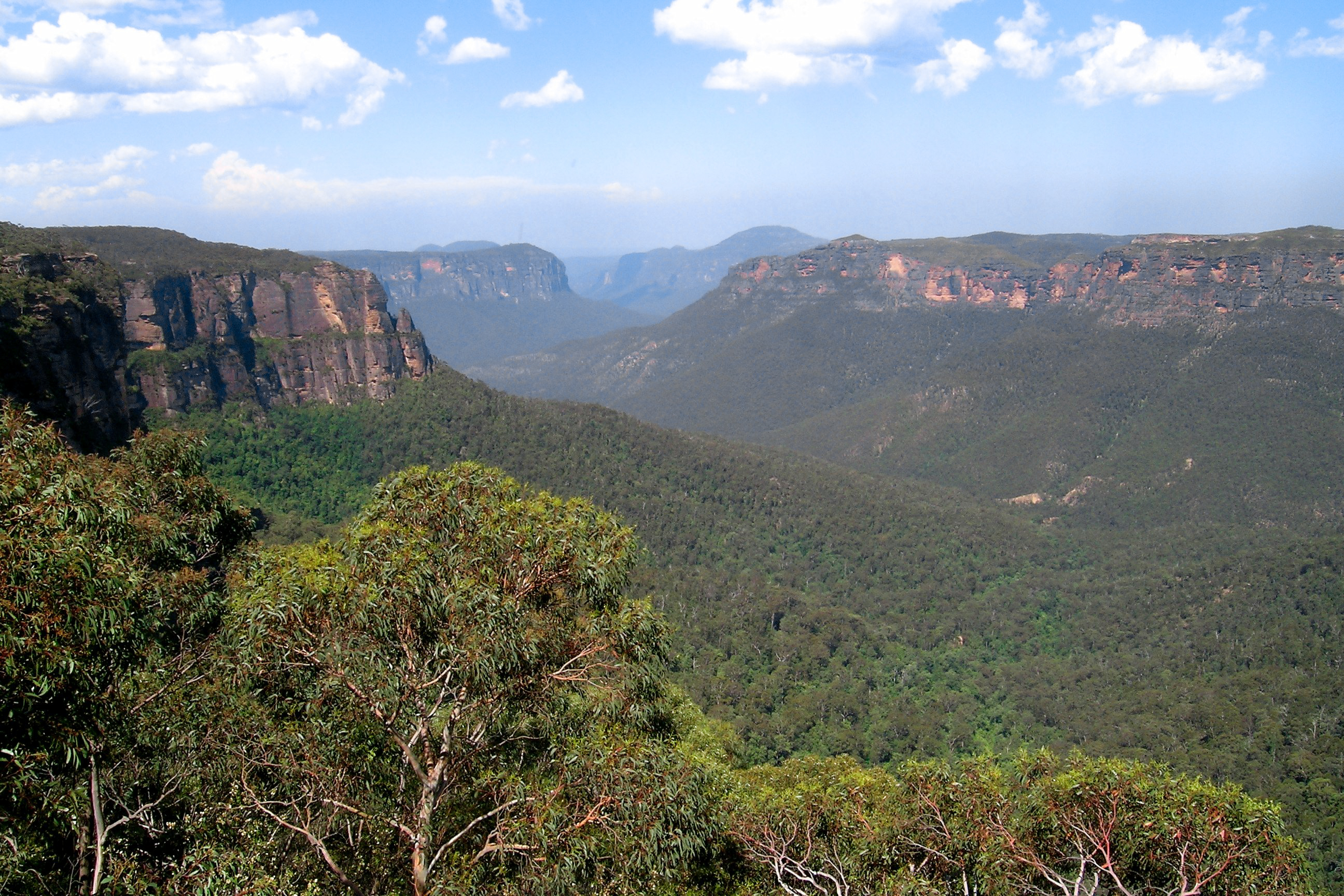
Blue Mountains

Blue Mountains är en bergskedja i Australien som ingår i Great Dividing Range. Den börjar ca 50 km utanför Sydney. Allmänheten säger olika om var den slutar. Dess högsta topp ligger 1 215 meter över havet. Blue Mountains är ett känt turistmål.
Här finns världens brantaste järnväg (beroende på definition), som förr användes för transport av kol och oljeskiffer men i nutid används som en nöjesattraktion.